# Euphrasia flavicans
Euphrasia flavicans là loài thực vật có hoa thuộc họ Cỏ chổi. Loài này được Phil. mô tả khoa học đầu tiên năm 1895.